# Rhene facilis
Rhene facilis är en spindelart som beskrevs av Wesolowska, Russel-Smith 2000. Rhene facilis ingår i släktet Rhene och familjen hoppspindlar. Inga underarter finns listade i Catalogue of Life.